# Čluny v Brakkeputu
Čluny v Brakkeputu (1956, De boten van Brakkeput) je dobrodružný román pro mládež od nizozemské spisovatelky Miep Diekmannové.

## Obsah románu
Hlavním hrdinou románu je chlapec Matouš van Rooy žijící na ostrově Curaçao v Nizozemských Antilách v místě, které se jmenuje Brakkeput. O dvanáctých narozeninách se mu splní velký sen, dostane od rodičů opravdovou plachetnici, malou jolu, kterou pojmenuje Elina. Díky lodi se mu splní další sen, může se podívat na malý ostrůvek Dutý jazyk, ležící proti Brakkeputské zátoce.
Ostrůvek ho láká proto, že si o něm místní černoši povídají různé tajuplné historky. Na ostrůvku však není nic zvláštního. Matouš si dokonce postaví na Dutém jazyku stan a jezdí si tam každé odpoledne psát úkoly.
Jednoho dne černí dělnici z plantáže Matouše přemlouvají, aby na Dutý jazyk nejezdil, protože na jeho stanu sedí velký černý pták, kterého zde nikdo ještě neviděl, a to že je určitě špatné znamení. A skutečně, na ostrově najde Matouš ve svém stanu ležícího nemocného cizího muže. Dovtípí se, že jde o jednoho z uprchlíků z Uquique, z vězení pro politické vězně, o kterých již v Brakkeputu slyšel vyprávět.
Matouš se snaží muži pomoci, a když se muž uzdraví, je jasné, že k dokončení útěku potřebuje loď. Aby muž nevzal žádnou z lodí místních obyvatel, pro které je to často jediný prostředek k obživě, daruje mu svou jolu.

## Česká vydání
- Čluny z Brakkeputu, Albatros, Praha 1970, přeložila Olga Krijtová.